# Couvent des Cordeliers (Mont-de-Marsan)
Pour les articles homonymes, voir Couvent des Cordeliers.
Le couvent des Cordeliers est un établissement religieux catholique de l'Ancien Régime situé à Mont-de-Marsan dont il reste de nos jours quelques vestiges.

## Présentation
Le couvent se situait entre l'actuelles rue des Cordeliers, rue Léon-Gambetta, rue Frédéric-Bastiat et rue Thérèse-Clavé. Quelques éléments architecturaux témoignent de son existence passée, notamment un pan de muraille, des ouvertures ogivales et une rosace de pierre intégrés aux maisons du quartier.

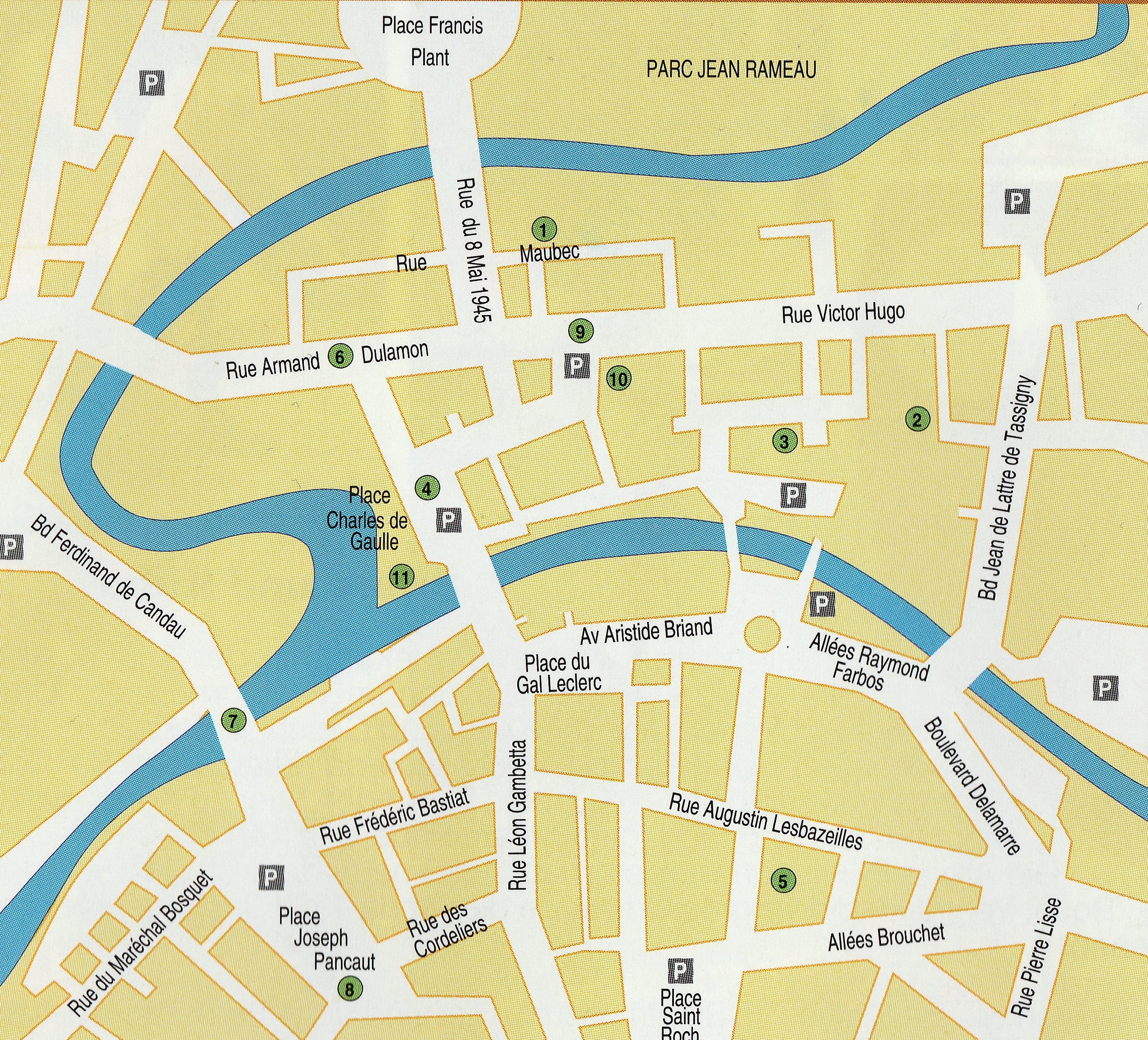
Plan du centre de Mont-de-Marsan, situant les rues des Cordeliers, Léon Gambetta, Frédéric Bastiat délimitant l'ancien couvent

### Historique
Moyen Âge
C'est sous le règne de saint Louis, entre 1260 et 1270, que par Gaston de Moncade, vicomte de Marsan et sa femme Mathe de Matha, fondent un établissement religieux dans le bourg de la Grande Fontaine (Borg de la Font Grana en gascon) de Mont-de-Marsan au sud de la Midouze. Ils appellent, pour l'occuper, des moines franciscains de l'ordre mineur de François d'Assise.
Les Franciscains établis en France prennent le nom de Cordeliers, en référence à leur vêtement, fait de gros drap gris et d’une ceinture de corde. Appartenant à un ordre mendiant et prêcheurs, ils vivent de la générosité des habitants de la vicomté de Marsan. Le couvent se compose alors d'un cloître, de la chapelle Notre-Dame-des-Anges et de diverses annexes, dont un cimetière, qui devient le lieu d'inhumation de nombreux habitants de la ville jusqu'à la fin du XVIIIe siècle.
Le couvent est implanté à l'extérieur des premiers remparts de Mont-de-Marsan, comme c'est la tradition des ordres mendiants. L'installation des Cordeliers atteste de la prospérité du port de Mont-de-Marsan, la santé économique de la cité leur permettant d'envisager de vivre en dépendant entièrement de la charité et des aumônes. L'entrée du couvent est orientée vers le nord et fait ainsi face à la première porte de Saint-Sever, située au carrefour des Quatre-Cantons, formé par les actuelles rue Frédéric Bastiat et Gambetta. Cette disposition, inhabituelle au Moyen Âge (à cette époque, les couvents sont orientés dans le sens Est-Ouest, l'entrée se faisant par le côté Ouest), est choisie afin de faciliter l'accueil des visiteurs sortant de la ville. Avec le temps, les fortifications sont agrandies et le couvent se retrouve intégré à l'intérieur des deuxièmes remparts au XIVe siècle.
Comme leurs homologues franciscaines du couvent des Clarisses, les Cordeliers de Mont-de-Marsan vivent de la générosité des seigneurs et des habitants de la vicomté. Ainsi, 1300, la vicomtesse Constance de Moncade fait don aux cordeliers d'une rente de 200 sols Morlaes, assurée sur les paroisses de Bougue et de Beaussiet et d'un sac de froment, à prendre chaque semaine, sur ses deux moulins de Mont-de-Marsan. Un acte de 1465 atteste que Berthomive de Carrère lègue aux Frères Mineurs montois cinq sous « Jacquès » de cens annuel sur la terre de Farbaus, dans le territoire de Marsac, dépendant de Meilhan. Les seigneurs, comme Gaston Fébus ou Gaston IV, contribuent eux aussi à financer les Cordeliers par des aumônes.
Le couvent devient au fil du temps propriétaire d'importants fiefs, ce qui en fait la cible de jalousies et d'hostilités. Accusés de cupidité et de se livrer à diverses infamies, les moines en sont chassés à la fin du Moyen Âge et le monastère est momentanément laissé à l'abandon. Ils ne sont autorisés à réintégrer les lieux qu'après avoir fait amende honorable et s'être mis en conformité avec la règle de leur ordre, qui leur interdit toute possession, individuelle ou collective, et les contraint à la mendicité.
XVIe siècle
Pendant les guerres de religion, de 1561 à 1569, les bandes calvinistes de Monluc et de Montgommery déferlent sur la ville et mettent à sac les établissements catholiques. Pillages, meurtres et destructions se succèdent. Les bâtiments conventuels ravagés ne sont remis en état qu'en 1604.
XVIIe siècle
Au cours du XVIIe siècle, les Cordeliers abandonnent temporairement le monastère pour se mettre à l'abri des rigueurs de la Fronde. Ainsi, lorsque le comte de Raillac se rend à Mont-de-Marsan en 1652 pour y rétablir l'ordre et les lois, il déclare que la ville est quasi-déserte et que tout a été rompu et délabré par les gens de guerre.
XVIIIe siècle
Après ces calamités, la communauté fait face à des difficultés matérielles et une autorisation du Parlement de Bordeaux datée du 21 février 1775 lui est donnée pour vendre au plus offrant trois enclos se trouvant dans le voisinage du couvent. Les moines, dont les effectifs ont réduit, vivent dans des conditions d'austérité et de dénuement lorsque éclate la Révolution française. Ils refusent de prêter serment sur la Constitution civile du clergé imposée par le nouveau régime, dont la réaction ne se fait pas attendre : le frère prieur Mathias Périer et ses moines sont arrêtés et incarcérés avec les prêtres réfractaires dans le couvent des Clarisses, transformé en prison (ils n'en seront libérés qu'en 1800  par le baron Alexandre Méchin, premier préfet des Landes). Le couvent des Cordeliers, définitivement fermé, est pillé en 1791. La bibliothèque, que les frères avaient constituée au cours des siècles, disparaît dans la tourmente. Les cloches sont fondues pour faire des canons. Les bâtiments restants servent d'entrepôts, de granges, de magasins ou à différents usages, notamment la fabrication de salpêtre pour soutenir l'effort de guerre. Déclaré bien national, il est vendu en vingt-cinq de lots en 1797. Dans son enclos sont percées les actuelles rues Saint-François et Thérèse-Clavé en 1799.

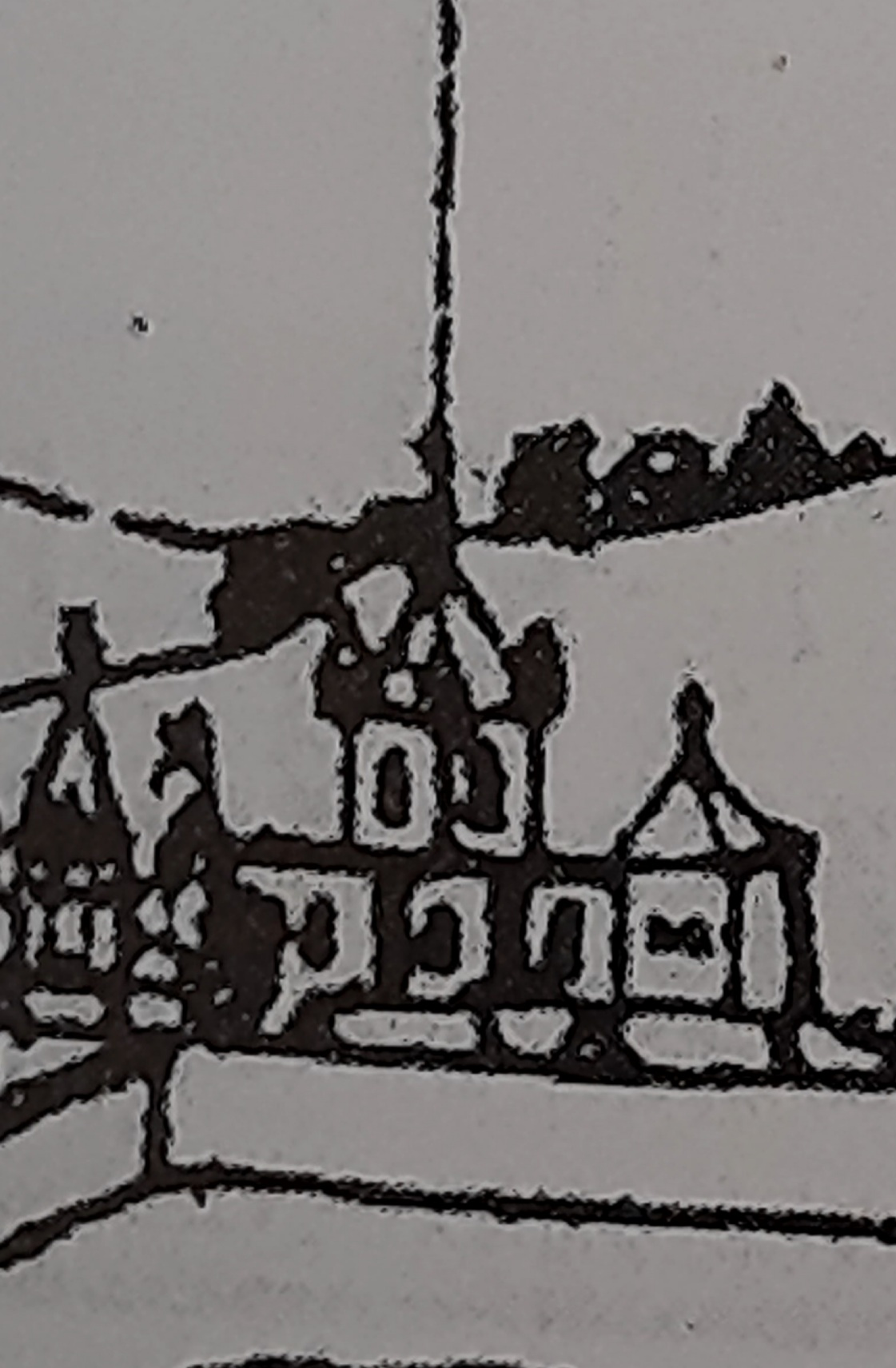
Couvent des Cordeliers de Mont-de-Marsan, extrait du dessin réalisé par Joachim Duviert en 1612

### Architecture
Le couvent est à l'origine composé de plusieurs bâtiments, dont la plupart ont de nos jours disparu. Le long de l'axe de l'actuelle rue Saint-François se succèdent d'est en ouest les principaux bâtiments suivants : le corps principal du couvent, adjoint de deux chapelles latérales, le cloître, la chapelle Sainte-Marie des Anges. La vie des religieux s'organise autour des cellules des moines, du réfectoire, cuisine, cellier, chauffoir, ateliers, annexes, etc. tandis que couloirs et allées facilitent la circulation et l'isolement propice à la méditation.
Côté est : le corps principal du couvent. Coupé en deux par le percement de la rue Saint-François, des vestiges sont encore visibles de nous jours. Cette construction, de style roman, abrite avant la Révolution française des chapelles, l'auditorium, et la grande salle capitulaire où se réunissent les moines et où se déroulent les grandes cérémonies liturgiques. Cette salle est bordée latéralement par une série de colonnes en pierre. Sur un cintre de porte, s'inscrit un blason sculpté aux armes de Gaston VII, le fondateur du couvent (lion et quatre barres de sable). L'étage supérieur sert originellement de logement du prieur, de dortoirs, de bibliothèque et compte diverses salles et appartements. Au-dessus se situent alors les combles et la tour carrée du clocher, abritant le gros bourdon et des cloches. Les sections subsistantes occupent respectivement le n°1 et n°2 de la rue Saint-François. Une ouverture ogivale murée est visible en façade du n°1, une autre sur la façade ouest du n°2.

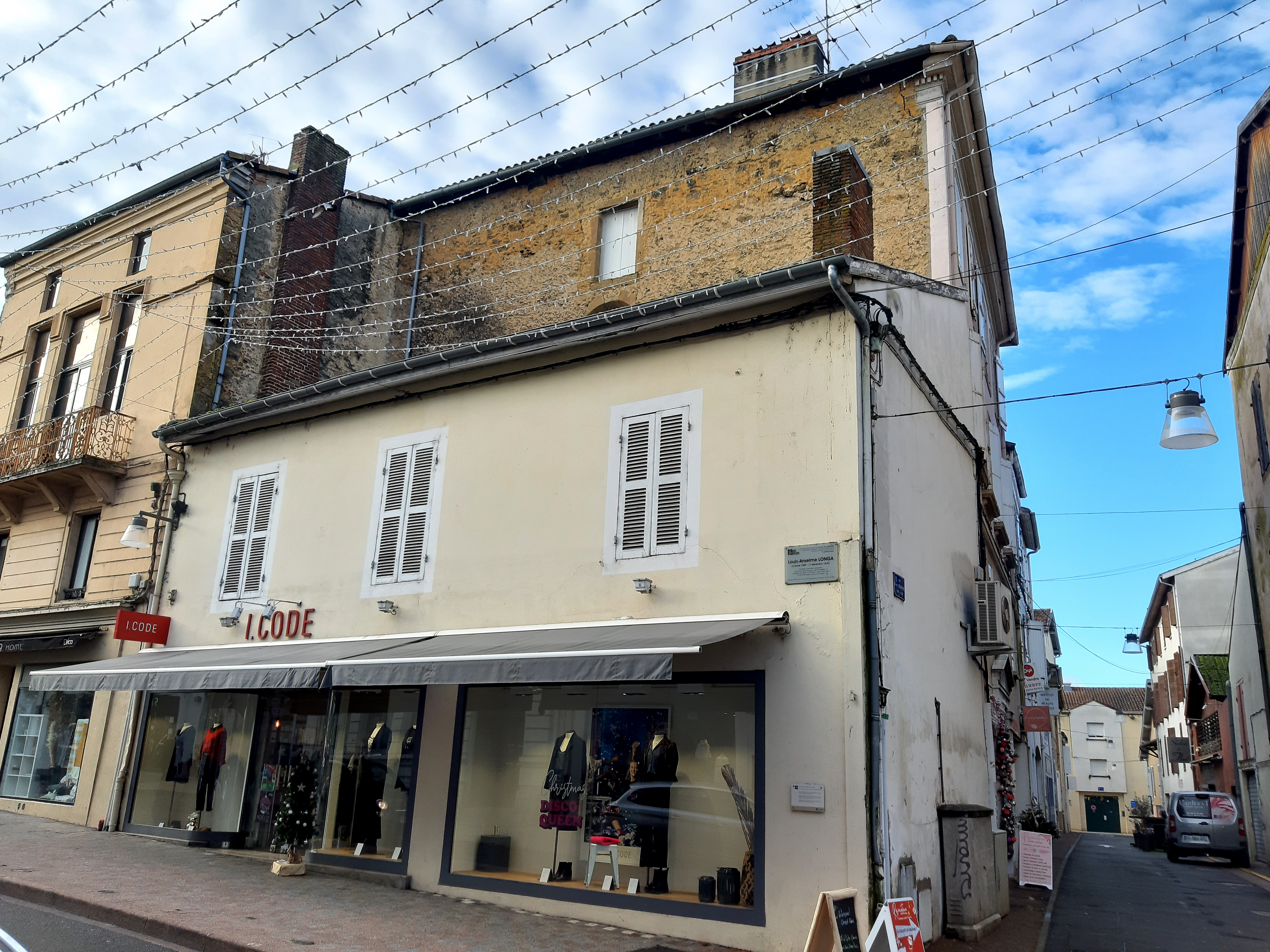
Moitié sud du corps principal du couvent, à l'angle de la rue Gambetta et de la rue Saint-François. La maison qui lui est accolée en façade est achetée en 1784 par Louis Longa ; elle voit la naissance et le décès de son petit-fils, le peintre Louis Anselme Longa[4].
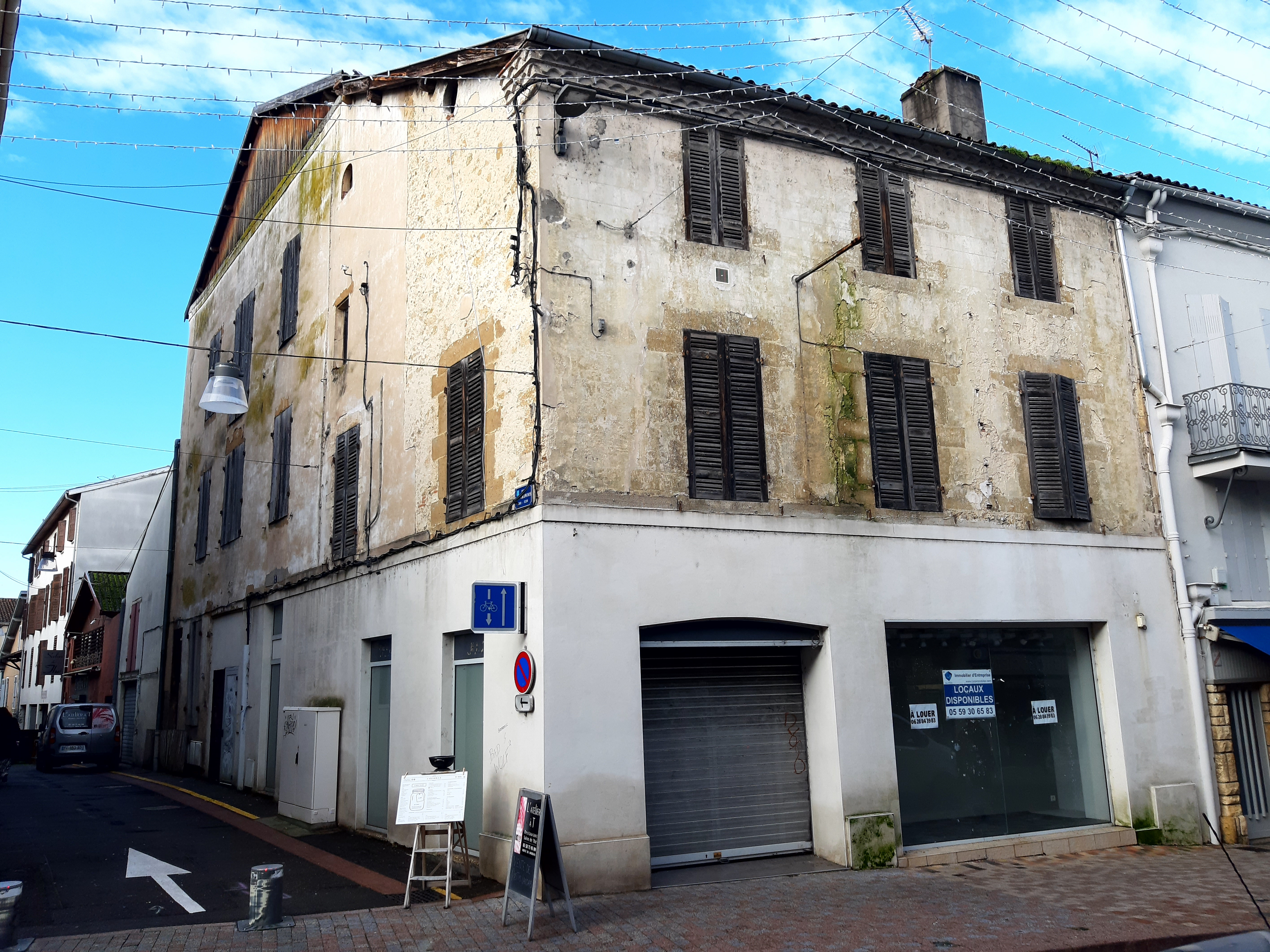
Moitié nord du corps principal du couvent, à l'angle de la rue Gambetta et de la rue Saint-François.
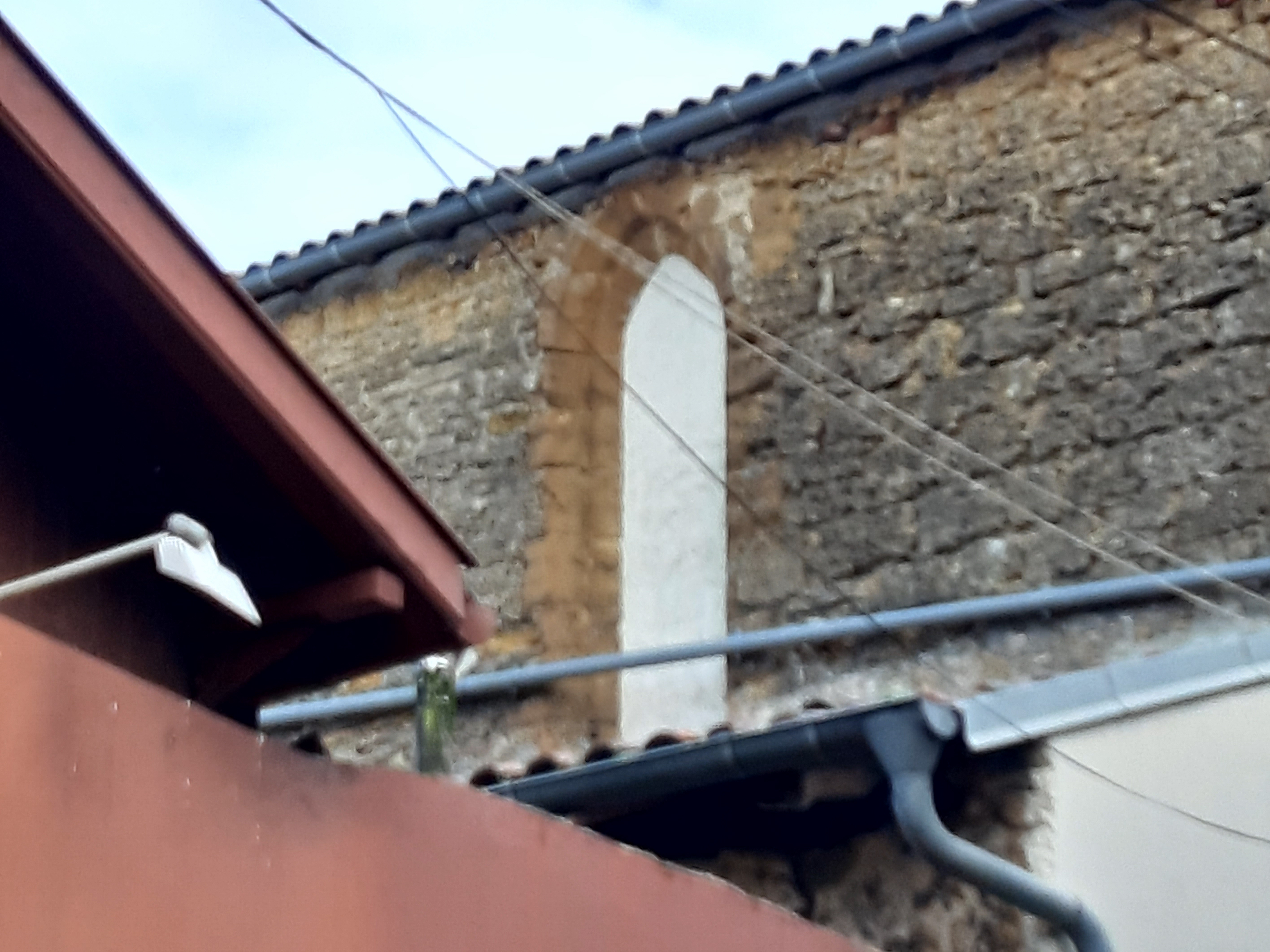
Ouverture ogivale sur la façade ouest de l'ancienne nef de l'église du couvent, coupée en deux pour permettre le percement de la rue Saint-François

Côté nord : la façade corps principal du couvent disparaît derrière un immeuble longeant la rue Frédéric-Bastiat. Çà et là on retrouve quelques vestiges d'ornementations, dont la pièce maîtresse est une rosace de pierre d'environ 4,50 m de diamètre du XIVe siècle. Sise au n°2 rue Saint-François, elle est enchâssée dans une cour privée et n'est pas visible de l'extérieur. Assemblage d'étoiles taillé dans la pierre coquillière d'Uchacq-et-Parentis, elle est mutilée pendant les guerres de religion et pendant la Révolution française.
Côté ouest : parmi les éléments disparus, la salle capitulaire s'ouvrait sur le cloître. Dans son prolongement, la chapelle principale, Notre-Dame Sainte-Marie des Anges dotée d'un clocher à haute aiguille. Sa construction et celle du cloître est postérieure à celle du monastère. Cette chapelle est incendiée et ruinée lors des guerres de religion. Après sa destruction, deux nouvelles chapelles sont construites et accolées au mur oriental du couvent, faisant face à la rue Saint-Sever. Dans ces chapelles, des familles de notables achètent le droit de se faire enterrer.
Côté sud : les jardins, le cimetière, et quelques petites constructions de nos jours disparus s'étendaient jusqu'aux murs de l'enceinte au niveau de la rue des Cordeliers. Une centaine de tombes, dont des sarcophages de pierre, ont été localisées sous la résidence Saint-François, témoignant de la présence en ces lieux de l'ancien cimetière. Dans son testament du 13 février 1556, Dominique de Gourgues formule le souhait d'être inhumé dans l'église des Cordeliers. Son vœu n'est exaucé en raison de son décès à Tours. La municipalité achète en 1791 un terrain à Saint-Jean-d'Août, ayant alors le statut de commune, pour y aménager un nouveau cimetière (qui prendra le nom de cimetière du Centre), dont les travaux ne commenceront qu'en 1794, faute de moyen suffisants. Parmi les vestiges subsistants, à l'intérieur du n°7, deux petites rosaces ornent la façade sud.